# Dry Ridge (Kentucky)
Pour les articles homonymes, voir Dry Ridge.
Dry Ridge est une ville américaine située dans le comté de Grant, dans le Kentucky. Selon le recensement de 2020, sa population est de 2 102 habitants.